# Chiến dịch tấn công Bryansk
Chiến dịch tấn công Bryansk là chiến dịch tấn công lớn nhất của Phương diện quân Bryansk trong các hoạt động quân sự trên hướng Smolensk năm 1943 và là chiến dịch tấn công cuối cùng của phương diện quân này trước khi giải thể. Từ ngày 17 tháng 8 đến ngày 2 tháng 10 năm 1943, bằng các hoạt động đột kích sâu, đánh tạt sườn đạt trình độ nghệ thuật quân sự cao, Phương diện quân Bryansk đã đánh bại chủ lực Tập đoàn quân 9 (Đức), giải phóng các thành phố Bryansk, Lyudinovo, Krichev, Klintsy, Novozybkov và hơn 1.500 làng mạc, thị trấn. Trong 45 ngày tấn công, Phương diện quân Bryansk đã tiêu diệt 5 sư đoàn Đức, đánh thiệt hại nặng 7 sư đoàn khác, đẩy lùi chủ lực Tập đoàn quân 9 (Đức) về tuyến sông Pronya và sông Sozh, áp sát tuyến phòng thủ Đông Nam Byelorussya của Cụm tập đoàn quân Trung tâm (Đức), bao vây Gomen từ ba phía. Bằng chiến dịch này, Phương diện quân Bryansk đã khép chặt sườn phải của họ với sườn trái của Phương diện quân Tây trong một hoạt động hiệp đồng chặt chẽ, phá vỡ các tuyến phòng thủ của quân đội Đức Quốc xã trên hướng Roslavl, đánh chiếm thành phố này và tiến sâu từ 150 km đến 200 km về phía Tây.
Sau khi giải thể ngày 10 tháng 10 năm 1943, Bộ chỉ huy Phương diện quân Bryansk được điều đến mặt trận Baltic để thành lập Phương diện quân Baltic 2. Các tập đoàn quân của nó gia nhập đội hình của Phương diện quân Byelorussia đã tiếp tục phát huy chiến quả trong Chiến dịch Gomel - Rechitsa, phá vỡ phòng tuyến sông Sozh của Tập đoàn quân 9 (Đức), đánh chiếm Gomel và các bàn đạp có lợi cho Chiến dịch Bagration sau đó.

## Bối cảnh của chiến dịch
Do kết quả của Chiến dịch tấn công Oryol - Orlovsky, tuyến mặt trận từ phía Nam Kirov đến Dmitrovsk-Orlovsky đã được nắn thẳng. Cái "chèn sắt" do các sư đoàn xe tăng Đức tạo nên tại "chỗ lồi" Oryol - Mtsensk chia cắt mặt trận của Phương diện quân Bryansk đã bị quân đội Liên Xô đập vỡ. Phương diện quân Bryansk đã tiến ra tuyến tiếp cận thành phố mục tiêu chính của họ: Bryansk. Tuy nhiên, sau khi phải rút chạy khỏi Oryol, tướng Walter Model, tư lệnh Tập đoàn quân 9 (Đức) đã dựng lên "Phòng tuyến Hagen" chạy dọc phía Đông sông Desna. Trong đó, Bryansk vừa đóng vai trò là một trung tâm phòng ngự của toàn bộ phòng tuyến, vừa là đầu mối đường sắt quan trọng trong vùng. Lợi dụng tuyến đường sắt chạy dọc mặt trận từ Lyudinovo qua Dyatkovo, Bryansk, Navlya đến Suzemka, Tập đoàn quân 9 đã sử dụng chiến thuật phòng ngự cơ động, chặn đứng các đợt tấn công của Phương diện quân Bryansk và cánh phải của Phương diện quân Trung tâm (Liên Xô).
Toàn bộ khu vực mà Phương diện quân Bryansk dự định sẽ tác chiến có chiều rộng chính diện tấn công hơn 220 km và chiều sâu từ 200 km (phía Bắc) đến 250 km (phía Nam). Địa hình bị chia cắt bởi sáu con sông chảy theo hướng Bắc Nam gồm: sông Desna ở phía Đông Bryansk; sông Sudost và sông Borba là hai chi lưu của sông Desna; các con sông Iput, Besed và sông Sozh đều là các chi lưu thượng nguồn của sông Dniepr. Khu vực này gồm phần lớn là rừng rậm ôn đới, các thung lũng ven sông. Những dải rừng lớn dọc theo các con sông đều rất thuận tiện cho việc giấu quân. Các thành phố, thị trấn, làng mạc đều đóng trên những gò đất cao cũng có thể sử dụng làm các trung tâm phòng thủ. Địa hình này cản trở khá lớn đến việc sử dụng không quân và pháo binh. Xe tăng cũng có thể triển khai được nhưng với số lượng hạn chế do đường giao thông kém phái triển. Chỉ còn bộ binh và kỵ binh có thể giải quyết được những khó khăn do điều kiện tự nhiên đem lại.

## Binh lực

### Quân đội Liên Xô
Phương diện quân Bryansk do thượng tướng Markian Mikhailovich Popov làm tư lệnh, biên chế đến ngày 1 tháng 9 năm 1943 gồm có:
- Tập đoàn quân 50 của trung tướng I. V. Boldin, thành phần gồm có:
  - Bộ binh: Quân đoàn 46, các sư đoàn 108, 110, 324, 380.
  - Pháo binh: 1 trung đoàn pháo nòng dài, 2 trung đoàn lựu pháo, 1 trung đoàn pháo chống tăng, 3 trung đoàn súng cối, 3 trung đoàn phòng không.
  - Thiết giáp: 1 lữ đoàn và 1 tiểu đoàn xe tăng, 1 trung đoàn và 2 tiểu đoàn pháo tự hành
  - Công binh: 1 lữ đoàn công binh hỗn hợp, 2 tiểu đoàn công binh công trình, 2 tiểu đoàn rà phá mìn.
- Tập đoàn quân 3 của trung tướng A. V. Gorbatov, thành phần gồm có:
  - Bộ binh: Các quân đoàn 41, 80 và Sư đoàn 269; tổng cộng 7 sư đoàn.
  - Pháo binh: 1 trung đoàn pháo nòng dài, 1 trung đoàn súng cối, 1 trung đoàn phòng không.
  - Thiết giáp: 3 trung đoàn xe tăng dộc lập, 1 trung đoàn pháo tự hành.
  - Công binh: 1 tiểu đoàn công binh hỗn hợp.
- Tập đoàn quân 11 của trung tướng I. I. Fedyuninsky, thành phần gồm có:
  - Bộ binh: Các quân đoàn 25, 53 (tổng cộng 7 sư đoàn)
  - Pháo binh: 1 trung đoàn pháo chống tăng, 1 trung đoàn súng cối, 1 sư đoàn phòng không.
  - Thiết giáp: 3 trung đoàn xe tăng, 1 trung đoàn pháo tự hành.
  - Công binh: 2 tiểu đoàn công binh hỗn hợp.
- Tập đoàn quân cận vệ 11 của thượng tướng I. Kh. Bagramyan, thành phần gồm có:
  - Bộ binh: Các quân đoàn bộ binh cận vệ 8, 16, 36 và sư đoàn 115 độc lập. Tổng cộng 10 sư đoàn.
  - Pháo binh: 5 trung đoàn lựu pháo, 1 trung đoàn pháo chống tăng, 1 trung đoàn súng cối, 5 trung đoàn phòng không.
  - Công binh: 4 tiểu đoàn công binh hỗn hợp.
- Tập đoàn quân 63 của trung tướng V. Ya. Kolpakchi, thành phần gồm có:
  - Bộ binh: Các quân đoàn 35, 40 và các sư đoàn 41, 196. Tổng cộng 8 sư đoàn.
  - Pháo binh: 1 trung đoàn lựu pháo, 2 trung đoàn pháo chóng ătng, 1 trung đoàn súng cối, 1 sư đoàn phòng không.
  - Thiết giáp: 1 trung đoàn xe tăng, 1 trung đoàn pháo tự hành.
  - Công binh: 1 tiểu đoàn công binh hỗn hợp.
- Tập đoàn quân không quân 15 của trung tướng N. F. Naumenko, thành phần gồm có:
  - Tiêm kích: 4 sư đoàn.
  - Cường kích: 3 sư đoàn.
  - Ném bom: 3 sư đoàn.
  - Vận tải: 2 sư đoàn.
  - Trinh sát, liên lạc: 2 trung đoàn.
- Lực lượng trực thuộc Phương diện quân
  - Kỵ binh: Quân đoàn kị binh cận vệ 2 (3 sư đoàn kỵ binh, 1 trung đoàn pháo tự hành, 1 trung đoàn pháo chống tăng, 2 trung đoàn súng cối, 1 trung đoàn phòng không).
  - Thiết giáp: Quân đoàn xe tăng 1, Lữ đoàn xe tăng 29, 2 trung đoàn pháo tự hành, 2 trung đoàn cơ giới.
  - Pháo binh: 2 sư đoàn pháo nòng dài, 2 lữ đoàn Katyusha, 1 lữ đoàn pháo chống tăng, 10 truyng đoàn súng cối, 2 sư đoàn và 2 trung đoàn phòng không.

### Quân đội Đức Quốc xã
Chủ lực Tập đoàn quân 9 (Đức) do thượng tướng Walter Model chỉ huy và cánh Bắc của Tập đoàn quân 2 (Đức) phòng thủ trên khu vực. Thành phần gồm có:
- Quân đoàn bộ binh 55 của tướng Erich Jaschke, gồm Sư đoàn xe tăng 20, các sư đoàn bộ binh 283, 211, 321.
- Quân đoàn bộ binh 23 của tướng Johannes Frießner, gồm các sư đoàn bộ binh 110, 129, 183 và sư đoàn bộ binh nhẹ 707
- Quân đoàn xe tăng 46 của tướng Hans Gollnick, gồm Sư đoàn xe tăng 16, các sư đoàn bộ binh 253, 134, 296, 339.
- Quân đoàn bộ binh 35 của tướng Friedrich Wiese, gồm Sư đoàn xe tăng 4, các sư đoàn bộ binh 6, 216, 299, 383.
- Quân đoàn bộ binh 20 (thuộc Tập đoàn quân 2) của tướng Rudolf Freiherr von Roman, gồm các sư đoàn bộ binh 45, 102, 137, 292.

Tập đoàn không quân 4 (Cụm tập đoàn quân Nam) và Tập đoàn không 6 (Cụm tập đoàn quân Trung tâm) yểm hộ từ trên không cho 5 quân đoàn Đức đóng tại khu vực tác chiến.
Quân đội Đức Quốc xã bố trí phòng thủ trên ba tuyến.
- Tuyến 1: từ Lyudinovo trên sông Borba qua phía đông Dyatkovo, đông Bryansk, qua Khoteyevo và kết thúc trên sông Nerussa, phía Tây Dmitrovsk-Orlovsky 15 km.
- Tuyến 2: từ Snopot dọc theo sông Desna qua Zhukovka đến Selso và Bryansk, sau đó chạy dọc sông Sudost từ Bezhitsa qua Pochev, Pogarsk đến Gremyach.
- Tuyến 3: từ Prigorye dọc theo sông Iput qua Nivnoye, Surazh, Klintsy đến Novozubkob.

## Diễn biến

### Chuẩn bị chiến dịch
Đây là lần thứ hai, quân đội Liên Xô tiến hành chiến dịch tấn công trên khu vực Byransk sau thất bại của Chiến dịch Bryansk lần thứ nhất do Phương diện quân Trung tâm tiến hành diễn ra ngay trước Trận Kursk. Sau đó, tuy chiến thắng trong Chiến dịch Kutuzov nhưng quân đội Liên Xô vẫn phải dừng lại trước "phòng tuyến Hagen" chạy từ Lyudinovo đến phía Đông Dmitrovsk-Orlovsky. Việc đột phá qua phòng tuyến này đặt ra cho Bộ tư lệnh Phương diện quân Bryansk những bài toán mới. Tư lệnh Phương diện quân Bryansk, tướng M. M. Popov nhận thấy binh lực và phương tiện "không được sung túc lắm" của Phương diện quân Bryansk không đủ cho việc thực hiện chiến thuật "đánh bóc vỏ" đối với "Phòng tuyến Hagen". Cần tìm một giải pháp khác để vượt qua phòng tuyến này.
Ngày 16 tháng 8, qua hệ thống chia sẻ tin tức tình báo giữa các phương diện quân, báo cáo của trinh sát của Tập đoàn quân 10 có nhắc đến việc cánh trái của Tập đoàn quân này đã đánh chiếm các điểm cao 26 và 28,8 tại nơi tiếp giáp giữa hai Phương diện quân mà quân đội Liên Xô lâu nay vẫn phải dừng lại do sức phòng thủ cứng rắn của quân Đức. Trinh sát mặt trận cũng cho biết quân Đức điều Sư đoàn bộ binh 211 (Quân đoàn bộ binh 55) đi nơi khác, thay vào đó là Sư đoàn bộ binh 321 mới được đưa từ tuyến sau lên. Phát hiện thấy đây là hướng đột kích có nhiều triển vọng, thượng tướng M. M. Popov liền thay đổi kế hoạch tấn công. Thay vì các cuộc tấn công vỗ mặt vào phòng tuyến Hagen và tiếp tục phải bóc gỡ từng lớp phòng thủ trên các tuyến sông từ Bắc xuống Nam trên đường tấn công từ Đông sang Tây, M. M. Popov muốn "mượn" vị trí thuận lợi của Tập đoàn quân 10 để đánh đòn đột kích từ Bắc xuống Nam vào phía sau các lớp phòng thủ ấy.
Tuy nhiên, việc sử dụng dải tấn công của phương diện quân "láng giềng" không hề đơn giản vì quy định khá "cứng" của Đại bản doanh Bộ Tổng tư lệnh Liên Xô về tuyến phân giới giữa các phương diện quân. Ngày 17 tháng 8, thượng tướng M. M. Popov điện đàm với thượng tướng V. D. Sokolovsky, tư lệnh Phương diện quân Tây, đề nghị phương diện quân bạn cho "mượn" bàn đạp Kirov để tổ chức tấn công. Theo đó, Tập đoàn quân 50 sẽ chuyển từ Zhizdra lên phía Nam Kirov, Cụm kỵ binh cơ giới của tướng V. V. Kryukov sẽ chuyển lên Dubrovka để từ đó, giáng một đòn đột kích xuống ngã ba đường sắt Zhukovka phía Tây Bryansk, trên chỗ hợp lưu giữa sông Nerussa. Tập đoàn quân 50 và Tập đoàn quân 3 cùng đột kích vào phía sau khu phòng thủ Lyudinovo - Dyatkovo - Bryansk từ hướng Đông Bắc, phối hợp với Tập đoàn quân 63 từ phía Nam tấn công qua Lokot lên Pochep. Đòn đột kích bọc hậu dọc sông Desna không những sẽ giúp Phương diện quân Bryansk không phải tiến hành các trận đánh công kiên để vượt sông mà còn giúp loại bỏ toàn bộ hai lớp phòng thủ phía Đông và phía Tây Bryansk của các quân đoàn bộ binh 55, 53, 23 và 35 (Đức) trên phòng tuyến Hagen. Thượng tướng V. D. Sokolovsky đồng ý với phương án "mượn" bàn đạp Kirov.
Sau khi nghiên cứu báo cáo của hai tư lệnh phương diện quân về ý đồ tác chiến, Đại bản doanh Liên Xô không đồng ý với kế hoạch này vì nó quá mạo hiểm. Việc cơ động cả một tập đoàn quân và một quân đoàn ngay sát nách quân Đức chứa đựng nhiều nguy cơ rủi ro. Thắng lợi của chiến dịch chỉ trong cậy vào tính bất ngờ. Vì thế, không thể nhanh chóng chuyển pháo binh sang hướng tấn công mới mà không bị trinh sát của quân đội Đức Quốc xã phát hiện. Tướng M. M. Popov lại đề xuất phương án nhờ tướng V. D. Sokolovsky cho "mượn" cả pháo binh của Tập đoàn quân 10. Tướng V. D. Sokolovsky đồng ý nhưng cũng cho tướng M. M. Popov biết rằng đạn pháo của Phương diện quân Tây đang trong tình trạng cạn kiệt. Để tháo gỡ vướng mắc, tướng M. M. Popov chọn giải pháp sư dụng bộ binh của Tập đoàn quân 50, trong khi chuyển quân sẽ dùng sức người kết hợp mang vác đạn pháo cho pháo binh của Tập đoàn quân 10 là đơn vị sẽ yểm hộ cuộc tấn công. Tổng tư lệnh tối cao I. V. Stalin đã mấy lần hỏi Bộ Tổng tham mưu Liên Xô về triển vọng của chiến dịch. Câu trả lời của Bộ Tổng tham mưu trước sau như một là họ hoàn toàn tin tưởng chiến dịch sẽ thành công sau khi đưa ra các luận cứ và tính toán cụ thể. Ngày 5 tháng 9, kế hoạch tấn công của Phương diện quân Bryansk được Đại bản doanh thông qua, bao gồm cả phương án "mượn" dải tấn công và "mượn" pháo binh của Tập đoàn quân 10. Trong 40 giờ sau đó, Tập đoàn quân 50 và Quân đoàn kỵ binh cận vệ 2 đã tập kết tại vị trí mới. Số lượng đạn pháo được mang vác trên vai những người lính, kể cả đạn tên lửa Katyusha, đủ dùng cho năm trung đoàn pháo binh hạng nặng phát huy hỏa lực.

### Đột phá trên sông Desna
6 giờ sáng ngày 1 tháng 9, pháo binh của Tập đoàn quân 10 (Phương diện quân Tây) đã khai hỏa theo đúng kế hoạch phối hợp. Tuy nhiên, do chỉ có lựu pháo nên các trung đoàn pháo binh 188, 564, 572 của Tập đoàn quân 10 chỉ có thể với đến cự ly không quá 10 km tính từ tiền duyên. Tướng M. M. Popov ra lệnh sử dụng Lữ đoàn pháo nòng dài 93 và Lữ đoàn hỏa tiễn Katyusha 102 hỗ trợ hỏa lực. Dải phòng ngự của các sư đoàn bộ binh 36, 321, 283 và Sư đoàn xe tăng 20 thuộc các quân đoàn 55 và 56 (Đức) hứng chịu hỏa lực pháo kích trong suốt 1 giờ. 7 giờ sáng, Tập đoàn quân 50 và Cụm kỵ binh cơ giới Liên Xô mà nòng cốt là Quân đoàn kỵ binh cận vệ 2 của tướng V. V. Kryukov bắt đầu xuất phát tấn công. Từ điểm cao 26 và 28,5 do Sư đoàn bộ binh 385 và Lữ đoàn bộ binh 9 (Tập đoàn quân 10) đánh chiếm trước đó nửa tháng, Tập đoàn quân 50 tiến công dọc sông Snopot và ngay trong ngày tấn công đầu tiên, đã vượt sông Desna ở phía nam thị trấn Snopot trên ngã ba sông Snopot và dòng chính của sông Desna. Ngày 3 tháng 9, Quân đoàn kỵ binh cận vệ 2 (Liên Xô) đã bao vây và tiêu diệt Sư đoàn bộ binh 95 (Đức) tại Lyudinovo và đột phá vào Nemerichi. Ngày 5 tháng 9, Tập đoàn quân 3 (Liên Xô) tấn công Dyatkovo.
Ở phía Nam Bryansk, ngày 4 tháng 9, Tập đoàn quân cận vệ 11 Liên Xô) mở mũi đột kích từ Khoteeva vào Sư đoàn bộ binh 299 thuộc Quân đoàn bộ binh 35 (Đức) đóng ở Navlya. Ngày 6 tháng 11, sau khi đánh bại tuyến phòng thủ mỏng yếu của Sư đoàn bộ binh 299 (Đức) Tập đoàn quân cận vệ 11 vượt sông Robna ở phía Đông Lopush, uy hiếp tuyến phòng ngự chính của quân Đức phía Nam Bryansk. Dựa trên kinh nghiệm trong cuộc rút quân khỏi Oryol mùa hè năm 1943, ngày 13 tháng 9, tướng Walter Model điều các sư đoàn xe tăng 4, 16 và toàn bộ Quân đoàn bộ binh 46 (Đức) tổ chức trận phản kích lớn trên các bến vượt qua sông Desna tại thị trấn Vygonichi, nơi có cây cầu quan trọng và con đường sắt chiến lược Bryansk - Klintsy chạy qua. Tập đoàn quân cận vệ 11 (Liên Xô) bị thiệt hại nặng và phải rút về Karachev. Tập đoàn quân 63 trên cánh cực Nam của Phương diện quân Bryansk vẫn chưa vượt quan được cụm phòng ngự Lokot của Quân đoàn bộ binh 20 (Đức).
Trong khí hướng tiến công phía Nam của Phương diện quân Bryansk đang gặp khó khăn thì Cụm kỵ binh cơ giới (Liên Xô) đã phát huy được lợi thế bất ngờ của họ trên cánh Bắc. Ngày 15 tháng 9, Quân đoàn kỵ binh cận vệ 2 và Lữ đoàn xe tăng 29 đánh chiếm cứ điểm Zhukovka trên ngã ba sông Desna, uy hiếp sau lưng Quân đoàn bộ binh 23 (Đức) đang phòng thủ trên tuyến Dyatkovo - Bryansk. Ngày 16 tháng 9, Tập đoàn quân 3 (Liên Xô) vượt sông Borba, đánh chiếm Dyatkovo và ngày hôm sau đã đánh chiếm các bến vượt sông Desna ở thị trấn Seltso. Buổi chiều 16 tháng 9, tướng M. M. Popov tung Quân đoàn xe tăng 1 đánh chiếm đầu cầu Bezhitsa (???), Tây Bắc Bryansk 5 km. Cùng ngày, Tập đoàn quân 11 đột kích vào Suponevo, Tây Nam Bryansk 9 km. Ngày 17 tháng 9, Tập đoàn quân 11 và Quân đoàn xe tăng 1 (Liên Xô) giải phóng Bryansk. Tối 17 tháng 9, Moskva bắn đại bác cấp 2 chào mừng Phương diện quân Bryansk giải phóng thành phố cùng tên gọi.
Mất Bryansk, phòng tuyến Hagen của tướng Walter Model sụp đổ. Các quân đoàn 56, 55, 23, 46 và 20 (Đức) đều đồng loạt rút quân sang phía tây sông Desna. Kết thúc giai đoạn 1, quân đội Liên Xô giải phóng Bryansk, Lyudinovo, Dyatkovo, Trubchevsk; hình thành hai bàn đạp tấn công rộng lớn bên bờ Tây sông Desna tại phía Tây Snopot và cả một dải thung lũng bờ Tây sông Desna từ Bryansk đến Trubchevsk.

### Từ sông Desna đến sông Iput
Để tăng thêm sức mạnh đột kích trên hướng tấn công chính của phương diện quân, ngày 19 tháng 9, tướng M. M. Popov điều Quân đoàn kỵ binh cận vệ 2 từ Zhukovka đến bàn đạp Peklino bên kia sông Desna. Quân đoàn xe tăng 1 cùng 1 sư đoàn pháo nòng dài, 1 lữ đoàn pháo chống tăng, 4 trung đoàn súng cối và 1 sư đoàn phòng không cũng được diều động từ lực lượng dự bị của phương diện quân đến khu vực này, hợp thành một Cụm kỵ binh-cơ giới có sức mạnh chiến đấu tương đương một tập đoàn quân đoàn. Tập đoàn quân cận vệ 11 sau khi được bổ sung, củng cố cũng được điều đến khu vực Vysokoye - Muzhinovo (???), ngay phía sau dải tấn công của Cụm kỵ binh-cơ giới. Sau khi dừng lại một ngày để bố trí lại lực lượng, bổ sung binh lực, vũ khí và đạn dược, ngày 20 tháng 9, cả năm tập đoàn quân của Phương diện quân Bryansk tiếp tục tấn công.
Trên cánh Bắc, Tập đoàn quân 50 sử dụng Quân đoàn bộ binh 46 và sư đoàn bộ binh 413 từ bàn đạp Snopot bên bờ Tây sông Desna tấn công đánh chiếm Prigorye, Dubrovka, điểm cao 288. Sư đoàn xe tăng 20 và Sư đoàn bộ binh 211 (Đức) bị đánh bật sang bên kia sông Vorpnitsa. Các sư đoàn bộ binh 108, 324 và 380 cũng chọc thủng tuyến phòng thủ của các sư đoàn bộ binh 283 và 321 (Đức) tại phía Bắc thị trấn Kletnya. Ngày 22 tháng 8, các sư đoàn bộ binh 108, 324 và 380 (Liên Xô) bằng các phương tiện thô sơ đã vượt sông Iput ở phía Bắc Bolotnya và chiếm được một bàn đạp rộng lớn đối diện với cụm cứ điểm Khotimsk. Trước nguy cơ bị bao vây phía sau, Sư đoàn xe tăng 20 và Sư đoàn bộ binh 211 (Đức) phải bỏ phòng tuyến sông Vorpnitsa, rút về phòng tuyến sông Iput. Quân đoàn bộ binh 46 và Sư đoàn bộ binh 413 (Liên Xô) đã lấn sang phía Bắc khúc cong trên thượng nguồn sông Iput.
Trên hướng tấn công chủ yếu, Ngày 20 tháng 9, Cụm kỵ binh-cơ giới Liên Xô gồm Quân đoàn kỵ binh cận vệ 2 và Quân đoàn xe tăng 1 chia làm hai mũi tấn công song song từ bàn đạp Peklino giáng một đòn đột kích mạnh về hướng Mglin - Unecha. Ngày 22 tháng 9, Quân đoàn xe tăng 1 đánh chiếm Vysokoye, Quân đoàn kỵ binh cận vệ 2 đánh chiếm Muzhinovo. Theo sau Cụm kỵ binh-cơ giới, Tập đoàn quân 3 (Liên Xô) đánh chiếm Kletnya và tấn công dọc sông Iput về hướng Livnoye (???). Ngày 23 tháng 9, Quân đoàn kỵ binh cận vệ 2 đánh chiếm Mglin, Quân đoàn xe tăng 1 đánh chiếm Divovka. Ngày 24 tháng 9, Quân đoàn kỵ binh cận vệ 2 đánh chiếm Surazh trên bờ Đông sông Iput, Quân đoàn xe tăng 1 đánh chiếm Unecha. Cùng ngày, Tập đoàn quân cận vệ 11 được đưa từ lực lượng dự bị của Phương diện quân đến tập kết tại khu vực Vysokoye - Muzhinovo, bọc lót sau lưng cho Cụm kỵ binh-cơ giới đang tiến mạnh xuóng phía Nam.
Ở phía Nam, ngày 22 tháng 9, tận dụng sự rối loạn trên tuyến phòng ngự của quân Đức do đòn vu hồi của Cụm kỵ binh-cơ giới Liên Xô gây ra, Tập đoàn quân 11 sử dụng cả hai quân đoàn bộ binh 25 và 53 tấn công từ bàn đạp Bryansk, chọc thủng nhiều chỗ trên tuyến phòng thủ của các sư đoàn bộ binh 134, 253 và 383 (Đức). Ngày 23 tháng 9, Quân đoàn bộ binh 53 đánh thiệt hại nặng các sư đoàn bộ binh 134 và 253 (Đức), chiếm Vorobeynya. Cùng ngày, Quân đoàn bộ binh 25 đánh chiếm Pochep. Ngày 24 tháng 9, Tập đoàn quân 11 hội quân với Quân đoàn xe tăng 1 ở Unecha và cùng truy kích tàn quân của các sư đoàn bộ binh 134, 253 và 296 (Đức) đến bờ Đông sông Iput, đánh chiếm các thị trấn Krasnovichi, Lyalichi và điểm cao 233. Ở cực nam của chiến dịch, Tập đoàn quân 63 từ bàn đạp Trubchevsk đột kích vào phòng tuyến của các sư đoàn bộ binh 6, 45, 216 và 292 (Đức), vượt sông Sudost trong hành tiến, đánh chiếm Gremyach (???) và truy kích một mạch qua Pogar và Starodub đến ngày 24 tháng 9 đã tiến đến cửa ngõ thành phố Klintsy.
Sau khi "bàn giao" chính diện Bolotnya-Surazh cho Tập đoàn quân 3, ngày 25 tháng 9, Quân đoàn kỵ binh cận vệ 2 cơ động từ phía Bắc xuống đã hỗ trợ cho Tập đoàn quân 63 đánh chiếm Klintsy, một trung tâm phòng ngự mạnh do các sư đoàn bộ binh 102 và 137 (Đức) đóng giữ. Cùng ngày, Quân đoàn xe tăng 1 đã phối hợp với Tập đoàn quân 48 (Phương diện quân Trung tâm) đánh chiếm Novozybkov, cũng là một trung tâm phòng ngự mạnh của Tập đoàn quân 2 (Đức), đánh bật các sư đoàn bộ binh 266 và 299 (Đức sang bên kia sông Iput. Ngày 26 tháng 9, Quân đoàn bộ binh 80 thuộc Tập đoàn quân 3 (Liên Xô) tổ chức vượt sông, đánh chiếm một bàn đạp nhỏ ở phía Bắc Surazh nhưng phải dừng lại, không mở rộng thêm được vì các đơn vị hậu cần đảm bảo còn đang tụt lại phía sau.

### Tiến vào Belarus
Sau khi tạm dừng 1 ngày để chuẩn bị phương tiện và kéo pháo binh và các đơn vị hậu cần ở tuyến sau theo kịp, ngày 28 tháng 9, Phương diện quân Bryansk đồng loạt vượt sông Iput. Ngay trong ngày 27 tháng 9, Quân đoàn bộ binh 40 và Quân đoàn kỵ binh cận vệ 2 đã vượt sông Iput, đánh chiếm Ushcherpye mở rộng diện tấn công xuống phía Nam. Ngày 30 tháng 9, Quân đoàn xe tăng 1 cũng đánh bại Sư đoàn bộ binh 299 Đức và vọt tiến lên phía trước. Quân đoàn bộ binh 35 bị rớt lại sau một ngày đường. Ngày 1 tháng 10, Quân đoàn xe tăng 1 vượt sông Sozh đánh chiếm một bàn đạp không lớn lắm tại Vietka, sát phía Bắc Gomel. Tuy nhiên, do không có bộ binh yểm hộ nên tiểu đoàn xe tăng hỗn hợp gồm 15 xe T-34 và 3 xe bọc thép AES MK-III thuộc Lữ đoàn xe tăng 89 đã rơi vào cái "túi hỏa lực" của các pháo chống tăng Đức được bố trí dày đặc trên tuyến phòng thủ bắn cháy hơn 10 chiếc. Bị thiệt hại nặng nhưng được sự chi viện của Lữ đoàn xe tăng 158, Lữ đoàn xe tăng 89 vẫn giữ được bàn đạp Vietka.
Ở cánh Bắc, Tập đoàn quân 50 (Liên Xô) do đã ở bên bờ Tây sông Iput phối hộp với Tập đoàn quân 3 từ bàn đạp Nivnoye tràn sang phía Tây. Ngày 27 tháng 9, Tập đoàn quân 3 (Liên Xô) vượt sông Besed, đánh chiếm Kostyokovich (Kastsyukovichi) và thừa thắng tiến chiếm Krasnopolye. Tập đoàn quân 50 sau khi khắc phục được hai cứ điểm mạnh của các sư đoàn bộ binh 110, 129 và 211 (Đức) tại Khotimsk và Ershichi đã đánh chiếm Klimovichi, phối hợp với Tập đoàn quân 10 (Phương diện quân Tây) đánh chiếm thành phố Krichev. Ngày 29 tháng 9, Tập đoàn quân 50 vượt sông Oster đánh chiếm thị trấn Cherikov và đến ngày 30 tháng 9 đã tiến đến bờ Đông sông Pronya tại Propoysk (Slavgorod). Tập đoàn quân 3 cũng đánh bại các trận phản kích của các sư đoàn bộ binh 296 và 383 (Đức), ngày 1 tháng 10 đã tiến đến sông Sozh. Cụm tập đoàn quân Trung tâm (Đức) phải điều động các sư đoàn bộ binh 36, 260, 267 và 268 được tăng viện từ Balkan đến mới ổn định được tuyến phòng ngự trên bờ Tây sông Sozh, đoạn từ Cherikov qua Slavgorod đến Dobyryevka (???).
Ở giữa mặt trận, Tập đoàn quân 11 cũng vượt sông Iput ngay trong buổi sáng 27 tháng 9, lần lượt đánh chiếm Belynkovichi (???) và Krasnaya Gora. Ngày 29 tháng 9, Tập đoàn quân 11 tiếp tục vượt qua sông Besed, dánh chiếm Smotevichi (???), Kashkovka và đến ngày 1 tháng 10 đã tiến đến bờ đông sông Sozh, đoạn từ Dobyryevka đến Chechersk (Cacersk). Ngày 2 tháng 10, Quân đoàn bộ binh 46 (Tập đoàn quân 50) tổ chức vượt sông Pronya tại Propoysk nhưng đã bị Quân đoàn bộ binh 41 (Đức) phòng ngự trên bờ Tây đánh bật trở lại. Cùng ngày, Quân đoàn bộ binh 25 (Tập đoàn quân 11) đã tổ chức vượt sông Sozh tại phía Bắc Chechersk và chiến được một dải bàn đạp hẹp có chiều sâu 0,5 km tại bờ Tây Sông Sozh. Ngày 3 tháng 10, tướng M, M, Popov ra lệnh cho cả năm tập đoàn quân của Phương diện quân chuyển sang phòng ngự cứng rắn trên bờ Đông sông Sozh.

## Kết quả và đánh giá

### Kết quả
Sau hơn 1 tháng tấn công, quân đội Liên Xô tại mặt trận Bryansk đã đập vỡ "Phòng tuyến Hagen" mà quân đội Đức Quốc xã đã dựng lên cách đó chưa đầy một tháng sau Chiến dịch Kutuzov. Phương diện quân Bryansk dã tiến về phía Tây từ 150 đến 200 km, đẩy chiến tranh ra khỏi tỉnh Bryansk và bắt đầu tiến quân trên những dặm đường đầu tiên ở lãnh thổ Byelorussya.

### Đánh giá
Giống như những gì đang diễn ra tại khu vực Smolensk - Roslavl, trong Chiến dịch tấn công Bryansk, quân đội Đức Quốc xã đã sử dụng linh hoạt chiến thuật phòng ngự cơ động theo tuyến kết hợp với những "con nhím nhỏ" sau khi chiến thuật phòng ngự tập trung kiểu "con nhím lớn" bị đánh bại tại Stalingrad, trung lưu sông Đông và Velikiye Luki. Chiến thuật này không những cho phép sử dụng linh hoạt các lực lượng thiết giáp và cơ giới để ứng cứu cho những điểm nóng bị tấn công, bịt lại các cửa khẩu bị đối phương đột phá mà còn cho phép di tản về tuyến phòng ngự phía sau khi không khả năng chống đỡ. Chiến thuật này đã gây nhiều khó khăn cho quân đội Liên Xô trên hướng Tây vốn thường hay tổ chức các cuộc tấn công mở đột phá khẩu rồi sau đó mở rộng chính diện tấn công và phát triển chiều sâu nhiệm vụ đột kích.
Theo quy định về tuyến phân giới giữa các phương diện quân của Đại bản doanh Bộ Tổng tư lệnh tối cao Liên Xô, các phương diện quân không được xâm phạm ranh giới này. Tập đoàn quân 10 (Phương diện quân Tây) không có nhiệm vụ tiến quân xuống phía Nam, hướng tấn công chính của nó là Roslavl - Mtislavl - Bắc Krichev. Nhưng trên mặt trận Bryansk hồi đó, các cụm cứ điểm và dải phòng tuyến Hagen trên sông Desna đã cản đường tiến của Phương diện quân Bryansk. Vốn là một phương diện quân "lép" được thành lập lại lần thứ ba và "chêm" vào giữa để bảo đảm hai bên sườn cho Phương diện quân Tây và Phương diện quân Trung tâm có binh lực mạnh hơn, Phương diện quân Bryansk vẫn phải bảo đảm một dải tiến công rộng đến 200 km nhưng binh lực chỉ có 5 tập đoàn quân (Tập đoàn quân cận vệ 11 chỉ tham gia giai đoạn đầu của chiến dịch). Lực lượng đột kích ít ỏi chỉ có 1 quân đoàn xe tăng (phối thuộc từ lực lượng dự bị của Đại bản doanh) và 1 quân đoàn kỵ binh. Triển khai xe tăng trên địa bàn có nhiều rừng rậm và sông ngòi cắt ngang hướng tấn công là một nhiệm vụ không mấy dễ dàng.
Giải pháp "mượn" dải tấn công của Tập đoàn quân 10 bên cánh trái Phương diện quân Tây để tổ chức đột kích của Phương diện quân Bryansk là một giải pháp sáng tạo. Phương diện quân Bryansk đã dám mạnh dạn để chính diện trên hướng Bryansk bị yếu để chuyển hướng đột kích chủ yếu qua dải tấn công của Phương diện quân bạn bên cánh phải. Việc sử dụng pháo binh của Tập đoàn quân 10 để chi viện cho Phương diện quân Bryansk cũng là một quyết định sáng suốt của Bộ tổng tham mưu Liên Xô, cho phép giữ được bí mật hướng đột kích chính của kỵ binh và xe tăng Liên Xô đến tận giờ khởi sự. Đòn đột kích chéo sườn của Quân đoàn kỵ binh cận vệ 2 và Quân đoàn xe tăng 1 từ phía Bắc xuống đã khắc phục được các chướng ngại tự nhiên là sông Desna mà quân Đức dựa vào đó để phòng thủ. Đòn đột kích vu hồi đó cũng loại bỏ hoàn toàn cánh Bắc Phòng tuyến Hagen của quân Đức, khiến cho các cứ điểm phòng ngự quan trọng của quân Đức tại Lyudinovo, Dyatkovo và cụm cứ điểm Bryansk có nguy cơ bị bao vây. Kết quả là quân Đức buộc phải rút bỏ Phòng tuyến Hagen và vội vã lập tuyến phòng thủ mới trên sông Iput. Tuy nhiên, với sức mạnh đột kích của Cụm kỵ binh cơ giới Liên Xô, phòng tuyến này chỉ tồn tại không quá 10 ngày sau khi bị kỵ binh và xe tăng Liên Xô chọc thủng tại nhiều bến vượt sông.
Việc đánh chiếm và giữ vững đầu cầu Vietka có ý nghĩa rất quan trọng trong các hoạt động quân sự tiếp theo của Quân đội Liên Xô trên hướng Đông Nam Byelorussia. Chỉ một tháng sau đó, đầu cầu này trở thành bàn đạp để Phương diện quân Byelorussia mở Chiến dịch Gomel - Rechitsa, tiếp tục đẩy lùi Tập đoàn quân 9 (Đức) vào sâu trong lãnh thổ Belarus.